# Nikolaj Rysakov
Nikolaj Ivanovič Rysakov (rusky Николай Иванович Рысаков, 14. května 1861, Vologda, Ruské impérium – 15. dubna 1881, Petrohrad, Ruské impérium) byl ruský revolucionář a neúspěšný atentátník na cara Alexandra II.

## Životopis

### Revolucionář
Nikolaj Rysakov se vyučil horníkem. V roce 1879 se připojil k organizaci Narodnaja volja, kde na něho měl velký vliv Andrej Željabov.
V února 1881 se Rysakov stal členem skupiny vedené Ignacem Hryniewieckým, která byla stvořena za účelem vraždy cara.

### Atentát na Alexandra II.
Vhodný den pro uskutečnění atentátu nastal 1. března 1881. Ten den byla vyhlášena vojenská přehlídka[zdroj?].
Když konvoj v čele s carem vjel na most přes řeku Něvu, Rysakov vystoupil po momentu váhání z davu a hodil po carově kočáru bombu. Ozval se hlasitý výbuch, sprška sněhu, betonu a třísek. Výbuch však zabil jen dva[zdroj?] kozáky a náhodného svědka. Exploze Rysakova odhodila několik metrů. Když vstával, shlukli se k němu svědci a policie a Rysakov se vzdal. Poté, co Hryniewiecki hodil druhou bombu, viděl Rysakov, že car byl těžce zraněn a vyjádřil uspokojení.
Car Alexandr II. byl převezen saněmi do Zimního paláce, kde dostal poslední pomazání. Ve 3 hodiny a 30 minut téhož dne zemřel.

### Soud
Vrchním soudcem se stal nový car Alexandr III. Jediný, kdo byl ochoten se soudem spolupracovat, byl Rysakov, který soudu podal cenné informace o organizaci Narodnaja volja, a o svých komplicích. Od cara tak dostal slib, že nebude popraven. I přesto však byl i s ostatními spiklenci odsouzen k trestu smrti.

### Poprava

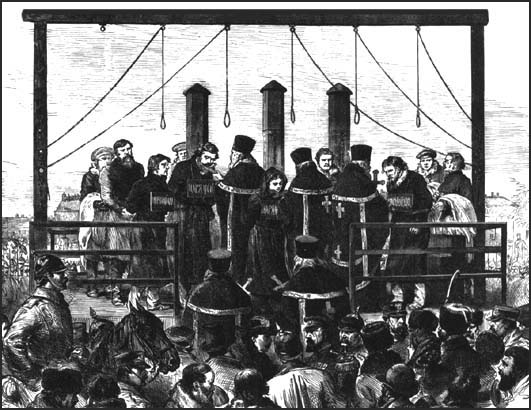
Poprava Nikolaje Rysakova a jeho spoluspiklenců

Rozsudky byly vykonány 13. března 1881. Rysakovova poslední slova byla: "Ten, kdo zabíjí, je vinný jen jestli souhlasí s vězením nebo provazem. Jestli zvolí vězení, zrazuje své přátele."
Těla pak byla skácena ze šibenice rovnou do rakví a pohřbena v neoznačených hrobech.